# Chevy Chase
Pour la ville homonyme, voir Chevy Chase (Maryland)
Pour les articles homonymes, voir Chase.
 (octobre 2020).
Si vous disposez d'ouvrages ou d'articles de référence ou si vous connaissez des sites web de qualité traitant du thème abordé ici, merci de compléter l'article en donnant les références utiles à sa vérifiabilité et en les liant à la section « Notes et références ».
Cornelius Crane Chase, dit Chevy Chase, né le 8 octobre 1943 à Woodstock (État de New York, États-Unis), est un acteur, comédien, scénariste et producteur américain. Né dans une illustre famille new-yorkaise, il a eu plusieurs emplois avant de se tourner vers la comédie et de commencer à jouer avec National Lampoon. Il est devenu un membre clé de la distribution de la première saison de Saturday Night Live, où son segment récurrent Weekend Update est devenu un incontournable de la série. En tant qu'interprète et auteur, il a obtenu trois Primetime Emmy Awards sur cinq nominations.
Chase a eu son premier rôle principal au cinéma dans la comédie Drôle d'embrouille (1978), qui lui a valu deux nominations aux Golden Globe Awards. Il est également connu pour ses représentations de Clark W. Griswold dans cinq films de National Lampoon's Vacation et d'Irwin « Fletch » Fletcher dans Fletch aux trousses (1985) et sa suite Autant en emporte Fletch ! (1989). Parmi les autres titres importants, citons Le Golf en folie (1980), Seems Like Old Times (1980), Drôles d'espions (1985), Trois amigos ! (1986), Orange County (2002) et La Machine à démonter le temps (2010). Il a animé les Academy Awards à deux reprises (1987 et 1988) et a brièvement tenu sa propre émission-débat de fin de soirée, The Chevy Chase Show (1993). Il a joué le personnage de Pierce Hawthorne dans la série comique Community de NBC de 2009 à 2014.

## Biographie

### Enfance
Cornelius Crane Chase est né dans le quartier de Lower Manhattan à New York le 8 octobre 1943. Il a grandi à Woodstock dans l'Etat de New York. Son père, Edward Tinsley « Ned » Chase (1919-2005), était un éditeur de livres et de magazines de Manhattan ayant fait ses études à Princeton. Sa mère, Cathalene Parker (née Browning ; 1923-2005), était une pianiste de concert et une librettiste dont le père, l'amiral Miles Browning, a été le chef d'état-major du contre-amiral Raymond A. Spruance sur le porte-avions USS Enterprise (CV-6) lors de la bataille de Midway pendant la Seconde Guerre mondiale. Cathalene a été adoptée enfant par son beau-père, Cornelius Vanderbilt Crane, héritier de The Crane Company, et a pris le nom de Catherine Crane. Le grand-père paternel de Chase était l'artiste et illustrateur Edward Leigh Chase, et son grand-oncle était le peintre et enseignant Frank Swift Chase. Sa grand-mère maternelle, Cathalene, était une chanteuse d'opéra qui s'est produite plusieurs fois au Carnegie Hall.
Chase a été nommé d'après son grand-père adoptif, Cornelius, tandis que le surnom « Chevy » a été donné par sa grand-mère d'après la ballade anglaise médiévale The Ballad of Chevy Chase. En tant que descendant du clan écossais Douglas, le nom lui semblait approprié. Il est new-yorkais de la 14e génération et a été inscrit très tôt au registre social. Les ancêtres de sa mère sont arrivés à Manhattan à partir de 1624 - parmi ses ancêtres figurent les maires de New York Stephanus Van Cortlandt et John Johnstone ; la famille néerlandaise Schuyler, par l'intermédiaire de son ancêtre Gertrude Schuyler, l'épouse de Stephanus Van Cortlandt ; John Morin Scott, général de la milice de New York pendant la révolution américaine ; Anne Hutchinson, prédicateur et guérisseuse puritaine dissidente ; et les passagers du Mayflower et les signataires du Mayflower Compact d'Angleterre, John Howland et le chef des colons pèlerins et aîné spirituel de la colonie de Plymouth, William Brewster. Selon son frère John :

« [Chevy] m'a dit un jour que les gens qui se définissaient en fonction de leurs ancêtres étaient comme des pommes de terre - les meilleures parties d'entre eux étaient souterraines. Il dédaignait la prétention du côté de la famille de ma mère, incarnée par sa mère, Cattie. »

Enfant, Chase passait ses vacances à Castle Hill, la résidence d'été des Cranes à Ipswich, dans le Massachusetts. Les parents de Chase ont divorcé lorsqu'il avait quatre ans ; son père s'est remarié dans la famille du café Folgers, et sa mère s'est remariée deux fois. Il a déclaré avoir grandi dans un environnement de classe moyenne supérieure et que son grand-père maternel adoptif n'a pas légué de biens à la mère de Chase à sa mort. Dans une biographie de 2007, Chase a déclaré avoir été maltraité physiquement et psychologiquement dans son enfance par sa mère et son beau-père, John Cederquist. Ses deux parents sont morts en 2005.
Chase a fait ses études à la Riverdale Country School, une école de jour indépendante dans le quartier de Riverdale à New York, avant d'être expulsé. Il a finalement obtenu son diplôme en 1962 à la Stockbridge School, un internat indépendant dans la ville de Stockbridge, dans le Massachusetts. À Stockbridge, il était connu comme un farceur avec une tendance occasionnelle à la méchanceté. Il a fréquenté le Haverford College au cours du trimestre 1962-1963, où il était connu pour ses comédies burlesques et son sens de l'humour physique absurde, notamment pour ses chutes et ses « fourchettes » caractéristiques. Au cours d'une interview accordée en 2009 à l'émission Today, il a ostensiblement confirmé la légende urbaine souvent citée selon laquelle il aurait été expulsé pour avoir hébergé une vache dans sa chambre du quatrième étage, bien que son ancien colocataire David Felson ait affirmé dans une interview accordée en 2003 que Chase était parti pour des raisons académiques. Chase a été transféré au Bard College d'Annandale-on-Hudson, à New York, où il a suivi un programme de pré-médecine et obtenu en 1967 une licence d'anglais.
Chase n'est pas entré à l'école de médecine, ce qui signifie qu'il a été soumis au service militaire. Chase n'a pas été appelé sous les drapeaux ; lorsqu'il est apparu en janvier 1989 en tant que premier invité du Pat Sajak Show, qui venait d'être lancé en fin de soirée, il a déclaré qu'il avait convaincu son comité de recrutement qu'il méritait un classement 4-F en « prétendant à tort, entre autres, qu'il avait des tendances homosexuelles ». Il a joué de la batterie avec le groupe universitaire The Leather Canary, dirigé par des amis d'école Walter Becker et Donald Fagen. Chase a qualifié le groupe de « mauvais groupe de jazz » ; Becker et Fagen ont ensuite fondé le groupe à succès Steely Dan. Chase a l'oreille absolue. Il a joué de la batterie et des claviers pour un groupe de rock appelé Chamaeleon Church, qui a enregistré un album pour MGM Records avant de se dissoudre en 1969. Pour donner à l'album un son plus soft-rock, le producteur Alan Lorber a apporté plusieurs modifications au mixage, notamment en coupant la grosse caisse de Chase, et Chase aurait été furieux lorsqu'il a entendu le mixage final. Avant d'être célèbre, Chase a travaillé comme chauffeur de taxi, chauffeur de camion, messager à moto, ouvrier du bâtiment, serveur, aide-serveur, cueilleur de fruits, responsable de la production dans un supermarché, ingénieur du son, vendeur dans un magasin de vin et ouvreur de théâtre.

## Carrière

### Début de carrière
Chase était membre d'un des premiers ensembles de comédie underground, Channel One, qu'il a cofondé en 1967. Il a également écrit une parodie d'une page sur Mission : Impossible pour le magazine Mad en 1970 et a écrit pour le retour de l'émission télévisée Smothers Brothers au printemps 1975. En 1973, Chase s'est lancé dans une carrière à plein temps dans la comédie. Il est alors devenu écrivain et membre de la distribution de The National Lampoon Radio Hour, une série satirique diffusée à la radio. The National Lampoon Radio Hour mettait également en vedette John Belushi, Gilda Radner, Bill Murray et Brian Doyle-Murray, qui sont tous devenus par la suite des « joueurs pas prêts pour le prime time » sur NBC Saturday Night (qui a ensuite été rebaptisé Saturday Night de NBC et enfin Saturday Night Live). Chase et Belushi sont également apparus dans la revue Lemmings de National Lampoon, un sketch et un spectacle musical sur la culture populaire des jeunes, dans lequel Chase jouait également de la batterie et du piano pendant les numéros musicaux. Il est apparu dans le film The Groove Tube, réalisé par un autre cofondateur de Channel One, Ken Shapiro, avec plusieurs sketches de Channel One.

### Saturday Night Live
Chase était l'un des membres de la distribution originale de Saturday Night Live (SNL), l'émission de télévision comique de fin de soirée de NBC, qui a débuté en octobre 1975. Au cours de la première saison, il a présenté toutes les émissions sauf deux, avec En direct de New York, c'est Saturday Night ! Cette remarque était souvent précédée d'un pratfall, connu sous le nom de The Fall of the Week. Chase s'est fait connaître pour ses talents de comédien physique. Dans un sketch, il imite un incident réel dans lequel le président Gerald Ford a accidentellement trébuché en débarquant d'Air Force One à Salzbourg, en Autriche. Cette représentation du président Ford maladroit est devenue l'un des moyens préférés de Chase et a contribué à former le concept populaire de Ford comme étant un homme maladroit. Plus tard, Chase a rencontré et s'est lié d'amitié avec le président Ford.
Chase était le premier présentateur du segment Weekend Update de la SNL, et son slogan I'm Chevy Chase... and you're not est devenu bien connu. Sa conclusion caractéristique, Good night, and have a pleasant tomorrow, a été reprise plus tard par Jane Curtin et Tina Fey. Chase a également écrit des comédies pour Weekend Update. Par exemple, il a écrit et joué The News for the Hard of Hearing. Dans ce sketch, Chase a lu l'histoire principale du jour, aidé par Garrett Morris, qui a répété l'histoire en la criant haut et fort. Chase a affirmé que sa version de Weekend Update aurait inspiré des émissions satiriques d'actualité ultérieures telles que The Daily Show et The Colbert Report. Weekend Update a ensuite été repris sous forme de segment dans le Chevy Chase Show, un talk-show de fin de soirée produit par Chase et diffusé par la Fox Broadcasting Company.
Chase s'est engagé contractuellement auprès de la SNL pour un an seulement en tant qu'écrivain et est devenu membre de la distribution lors des répétitions juste avant la première de l'émission. Il a reçu deux Emmy Awards et un Golden Globe Award pour son écriture et son rôle de comédien en direct dans l'émission. Dans l'évaluation faite par Rolling Stone en février 2015 sur les 141 membres de la troupe de la SNL à ce jour, Chase a été classé dixième en importance générale. « Aussi étrange que cela puisse paraître, Chase est peut-être le joueur de la SNL le plus sous-estimé », ont-ils écrit. « Il ne lui a fallu qu'une saison pour définir la franchise... sans cette arrogance sans faille, tout le style d'humour de la SNL tomberait à plat ».
Dans un article de couverture du magazine new-yorkais de 1975, qui l'appelait « l'homme le plus drôle d'Amérique », les dirigeants de NBC ont qualifié Chase de « premier véritable successeur potentiel de Johnny Carson » et ont affirmé qu'il commencerait à animer le Tonight Show avec Johnny Carson en tant qu'invité dans les six mois suivant l'article. Chase a rejeté les rumeurs selon lesquelles il pourrait être le prochain Carson en disant à New York : « Je ne serais jamais attaché pendant cinq ans à interviewer des personnalités de la télévision ». Chase n'est apparu dans l'émission que le 4 mai 1977, alors qu'il faisait la promotion d'une émission spéciale de NBC aux heures de grande écoute. Carson a dit plus tard à propos de Chase : « Il ne pouvait pas péter à l'improviste après un dîner de haricots cuits ».
Chase a reconnu l'influence d'Ernie Kovacs sur son travail dans Saturday Night Live, et il a remercié Kovacs lors de son discours de remerciement pour son Emmy Award.

### Départ du SNL
Fin 1976, au milieu de la deuxième saison, Chase est devenu le premier membre de la distribution originale à quitter la série. Bien qu'il ait décroché des rôles principaux dans plusieurs films grâce à sa notoriété au sein de la SNL, il a affirmé que la principale raison de son départ était la réticence de sa petite amie, Jacqueline Carlin, à déménager à New York. Chase s'est installé à Los Angeles, a épousé Carlin et a été remplacé par Bill Murray, bien qu'il ait fait quelques apparitions dans la série au cours de la deuxième saison.
Chase a animé la SNL huit fois jusqu'en 1997. Il a participé à l'émission spéciale du 25e anniversaire de la série en 1999 et a été interviewé pour une émission spéciale de la NBC en 2005 sur les cinq premières années de la SNL. Par la suite, il a participé à un sketch de Caddyshack avec Bill Murray, à un épisode de 1997 avec l'animateur invité Chris Farley, à un segment de Land Shark dans le Weekend Update en 2001, à un autre segment du Weekend Update en 2007 et au monologue de Justin Timberlake en 2013 en tant que membre du Five-Timers Club, où il a retrouvé ses co-stars des Three Amigos, Steve Martin et Martin Short. Il a également participé à l'émission spéciale du 40e anniversaire en février 2015.

### Succès cinématographique
Les premiers rôles de Chase au cinéma ont été Tunnel Vision (en), le succès au box-office Drôle d'embrouille (Foul Play) et Oh! Heavenly Dog (en). Le rôle d'Eric « Otter » Stratton dans American College (National Lampoon Animal House) a été écrit à l'origine en pensant à Chase, mais il a refusé le rôle pour travailler sur Foul Play ; le rôle a été attribué à Tim Matheson à la place. Chase a déclaré dans une interview qu'il avait choisi de faire Foul Play pour pouvoir faire du « vrai jeu » pour la première fois de sa carrière au lieu de faire du schtick. Chase a enchainé Drôle d'embrouille avec la comédie à succès d'Harold Ramis, Le Golf en folie (Caddyshack), en 1980. La même année, il retrouve Goldie Hawn, co-vedette de Drôle d'embrouille, pour Comme au bon vieux temps de Neil Simon et sort un album éponyme, coproduit par Chase et Tom Scott, avec des reprises et des nouveautés de chansons de Randy Newman, Barry White, Bob Marley, les Beatles, Donna Summer, Tennessee Ernie Ford, The Troggs et The Sugarhill Gang.
Chase a échappé de justesse à la mort par électrocution lors du tournage de Modern Problems (en) en 1980. Pendant une séquence où le personnage de Chase porte des « phares d'atterrissage » alors qu'il rêve qu'il est un avion, les phares ont mal fonctionné et le courant électrique a traversé les muscles du bras, du dos et du cou de Chase. Cette expérience a provoqué chez Chase une période de profonde dépression, car son mariage avec Jacqueline s'était terminé juste avant le début du tournage. Chase a poursuivi sa carrière cinématographique en 1983 dans le film Bonjour les vacances (National Lampoon's Vacation), réalisé par Harold Ramis et écrit par John Hughes. Il épouse Jayni Luke en 1982, et en 1985, il joue dans Fletch aux trousses, le premier de deux films basés sur les livres de Fletch de Gregory Mcdonald ainsi que dans Drôles d'espions (Spies Like Us). Chase a rejoint les vétérans du SNL Steve Martin et Martin Short dans la comédie Trois Amigos ! produite par Lorne Michaels en 1986, déclarant dans une interview que faire Trois Amigos était le film le plus amusant qu'il ait eu à faire. Le trio a animé la SNL cette année-là, la seule fois où l'émission a eu trois animateurs dans une même émission.
Au sommet de sa carrière à la fin des années 1980, Chase gagnait environ 7 millions de dollars par film et était une célébrité très visible. Il est apparu aux côtés de Paul Simon, l'un de ses meilleurs amis, dans la deuxième vidéo de Simon en 1986 pour You Can Call Me Al, dans laquelle il synchronise sur les lèvres toutes les paroles de Simon. En 1987 et 1988, Chase a été l'hôte des Academy Awards, et a signé en 1988 avec le générique Good evening, Hollywood phonies !. Chase a filmé une suite à Vacation, Bonjour les vacances 2 (National Lampoon's European Vacation) en 1985, puis une troisième, Le sapin a les boules, en 1989, qui, grâce à son thème, est devenu l'un de ses films les plus durables, diffusé sur NBC chaque année en décembre. Il a joué du saxophone sur scène lors du concert gratuit de Simon à la Great Lawn de Central Park pendant l'été 1991. Plus tard, en 1991, il a participé à l'enregistrement et est apparu dans le clip musical Voices That Care pour divertir et soutenir les troupes américaines engagées dans l'opération Tempête du désert, et a soutenu la Croix-Rouge internationale.

### Travaux ultérieurs
La carrière de Chase a connu un ralentissement au début et au milieu des années 1990. Chase a connu trois échecs cinématographiques consécutifs : Tribunal fantôme, nommé aux Razzie Awards en 1991, Les Aventures d'un homme invisible en 1992 et Les Nouveaux Associés en 1994. Ces trois films ont rapporté 34 millions de dollars aux États-Unis. Même la série de films Vacation est arrêtée, après l'épisode des Viva Las Vegas en 1997. Certains des films les plus récents mettant en vedette Chase (par exemple, Vacuums, Rent-a-Husband, Goose !) n'ont pas été largement diffusés aux États-Unis. Il est revenu au cinéma grand public en 2006, en jouant avec Tim Allen et Courteney Cox dans la comédie Zoom, bien qu'elle ait été un échec critique et commercial.
En septembre 1993, Chase a animé le Chevy Chase Show, un talk show en semaine, pour la Fox Broadcasting Company. Bien qu'elle ait eu des attentes commerciales élevées, l'émission a été annulée par la Fox au bout de cinq semaines. Chase est ensuite apparu dans une publicité pour Doritos, diffusée pendant le Super Bowl, dans laquelle il a fait une référence humoristique à l'échec de l'émission.
Chase a été élu homme de l'année 1993 par Hasty Pudding, et a reçu une étoile sur le Walk of Fame d'Hollywood en 1994. Après avoir joué avec Farrah Fawcett dans l'Homme de la maison, qui a connu un succès relatif en 1995, il a reçu le prix du Harvard Lampoon pour l'ensemble de sa carrière en 1996.
En 1998, une Palme d'or lui a été dédiée sur le Walk of Stars de Palm Springs, en Californie. Il est le sujet du roast par le New York Friars Club pour une émission spéciale de la chaîne de télévision Comedy Central en 2002. Ce roast était réputé pour être exceptionnellement vitriolique, même selon les normes du roast. En 2015, Chase a repris son rôle de Clark Griswold dans le cinquième épisode de Vacation, intitulé Vive les vacances. Contrairement aux quatre films précédents dans lesquels Clark est le protagoniste principal, il n'a qu'une brève apparition, bien que cruciale, comme caméo. Malgré l'accueil largement négatif de la critique, le film lui-même s'est avéré être un succès financier de plus de 104 millions de dollars dans le monde, ce qui en fait le film le plus rentable à ce jour.
Chase a joué le rôle d'un suspect de meurtre antisémite dans In Vino Veritas, l'épisode du 3 novembre 2006 de New York, police judiciaire. Il a également joué dans deux épisodes de la série dramatique Brothers & Sisters sur ABC, en tant qu'ancien amour du personnage de Sally Field. Chase est apparu dans un rôle récurrent de premier plan dans le rôle du vilain magnat du logiciel Ted Roark dans la comédie d'espionnage Chuck sur NBC. En 2009, Chase et Dan Aykroyd ont fourni les voix pour l'épisode de Les Griffin, L'espion qui se les gelait.

### Communityet autres
À partir de 2009, Chase est revenu à NBC dans la sitcom Community, sous le nom de Pierce Hawthorne, un magnat des lingettes vieillissant. La série mettait également en vedette Joel McHale, Alison Brie, Gillian Jacobs, Yvette Nicole Brown, Danny Pudi et Donald Glover. La série a été saluée par la critique pour son interprétation et son écriture, est apparue sur de nombreuses listes de compilations de fin d'année de la critique et a développé un véritable culte. Chase a joué dans les quatre premières saisons, quittant la série en 2012. Il est revenu pour une apparition dans le premier épisode de la cinquième saison. Bien qu'il ait parfois été impliqué dans des conflits avec le créateur Dan Harmon pour la mise en scène de la série, ce rôle est sans doute le plus important qu'il ait eu depuis de nombreuses années. En 2018, Glover a déclaré au New Yorker que Chase avait fait des commentaires racistes à son sujet sur le plateau de Community. Chase aurait dit un jour à Glover : « Les gens pensent que tu es plus drôle parce que tu es noir »,.
En 2010, il est apparu dans le film Hot Tub Time Machine, ainsi que dans un court métrage en ligne mettant en scène la famille Griswold, et dans le sketch comique original Funny or Die Presidential Reunion, où il jouait le président Ford aux côtés d'autres imitateurs de l'actuel et de l'ancien président du SNL. 2019 l'a vu dans le film de Netflix Juste pour rire.

## Vie privée
Chase a épousé Susan Hewitt à New York le 23 février 1973. Ils divorcent le 1er février 1976. Son deuxième mariage, avec Jacqueline Carlin, a été officialisé le 4 décembre 1976 et s'est conclu par un divorce le 14 novembre 1980. Il a épousé sa troisième femme, Jayni Luke, à Pacific Palisades le 19 juin 1982.
En 1986, Chase a été admis à la clinique Betty Ford pour le traitement d'une dépendance aux analgésiques sur ordonnance. Sa consommation a commencé après qu'il a ressenti des douleurs dorsales continues liées aux pratiques qu'il a prises lors de ses apparitions dans le Saturday Night Live. En 2010, il a déclaré que son abus de drogue avait été « de faible niveau ». Il est entré à la clinique Hazelden en septembre 2016 pour recevoir un traitement contre l'alcoolisme.
Environnementaliste et philanthrope actif, Chase est connu pour ses opinions politiques libérales. Il a collecté des fonds pour Bill Clinton dans les années 1990 et pour John Kerry lors de l'élection présidentielle de 2004. Il s'est moqué du président George W. Bush lors d'un discours au bénéfice du People for the American Way au John F. Kennedy Center for the Performing Arts, qualifiant Bush de « connard sans éducation, vrai menteur » et de « connard stupide ».

## Filmographie

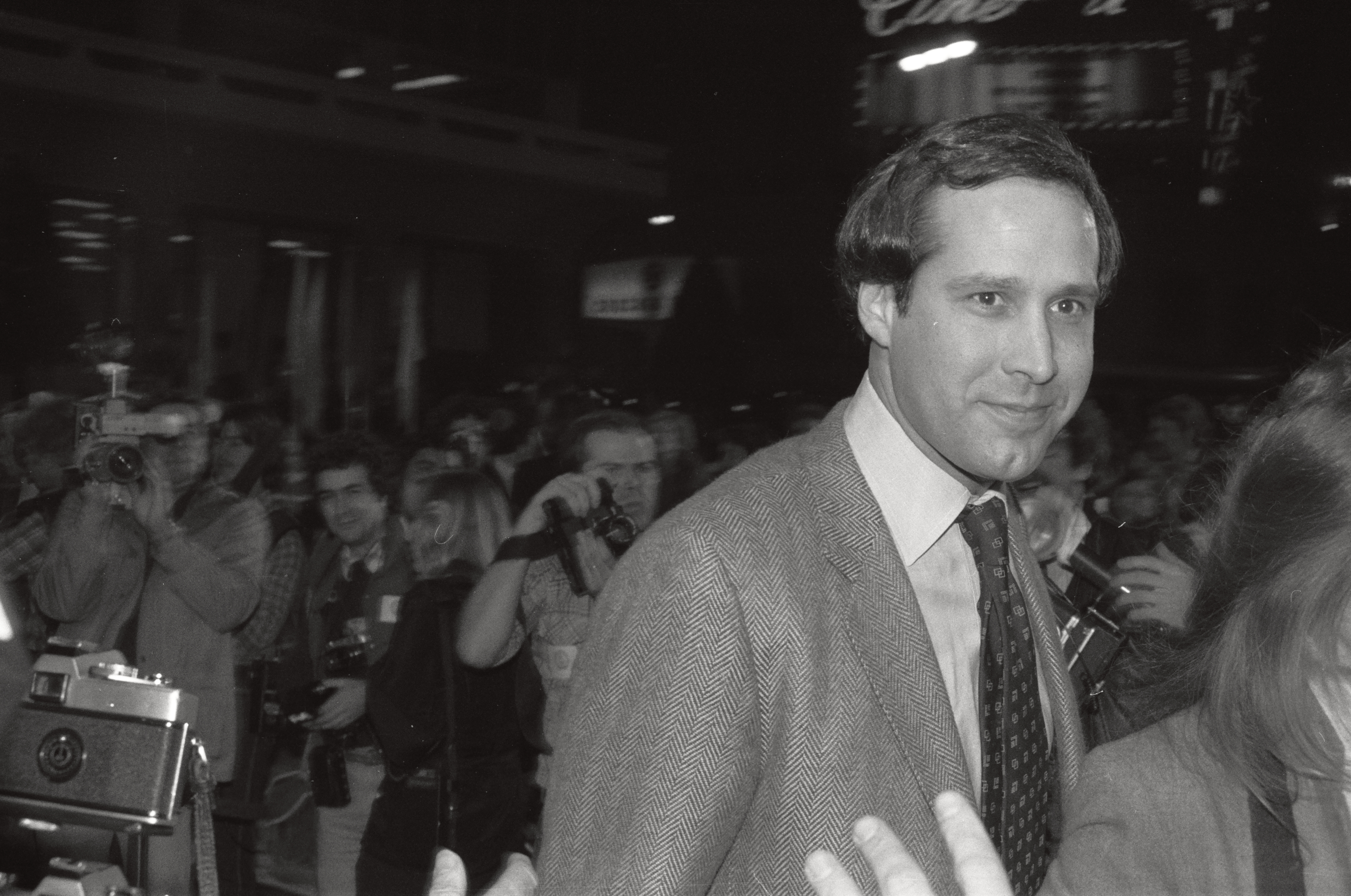
A la première de Seems Like Old Times, en décembre 1980.

### Cinéma
- 1968 : Walk... Don't Walk de Rich Allen (court-métrage) : Piéton
- 1973 : Lemmings (vidéo) : Divers rôles
- 1974 : Faites-le avec les doigts (The Groove Tube), de Ken Shapiro : Les Doigts / Geritan / Trèfle à quatre feuilles
- 1978 : Drôle d'embrouille (Foul Play), de Colin Higgins : Tony Carlson
- 1980 : Oh Heavenly Dog de Joe Camp : Browning
- 1980 : Le Golf en folie (Caddyshack), d'Harold Ramis : Ty Webb
- 1980 : Comme au bon vieux temps (Seems Like Old Times), de Jay Sandrich : Nicholas « Nick » J. Gardenia
- 1981 : Under the Rainbow de Steve Rash : Bruce Thorpe
- 1981 : Modern Problems de Ken Shapiro : Max Fielder
- 1983 : Bonjour les vacances... (National Lampoon's Vacation), d'Harold Ramis : Clark Wilhelm Griswold Jr.
- 1983 : Le Coup du siècle (Deal of the Century), de William Friedkin : Eddie Muntz
- 1985 : Fletch aux trousses (Fletch), de Michael Ritchie : Irwin Fletcher « Fletch »
- 1985 : Bonjour les vacances 2 (European Vacation), d'Amy Heckerling : Clark Wilhelm Griswold Jr.
- 1985 : Suivez cet oiseau (Sesame Street Presents: Follow that Bird) de Ken Kwapis : Présentateur infos
- 1985 : Drôles d'espions (Spies Like Us), de John Landis : Emmett Fitz-Hume
- 1986 : Trois amigos ! (¡Three Amigos!), de John Landis : Dusty Bottoms
- 1988 : Parle à mon psy, ma tête est malade (The Couch Trip), de Michael Ritchie : Condom Father
- 1988 : Funny Farm de George Roy Hill : Andy Farmer
- 1988 : Le Golf en folie 2 (Caddyshack II) d'Allan Arkush : Ty Webb
- 1989 : Autant en emporte Fletch! (Fletch lives), de Michael Ritchie : Irwin Fletcher « Fletch »
- 1989 : Le sapin a les boules (Christmas Vacation), de Jeremiah S. Chechik : Clark Wilhelm Griswold Jr.

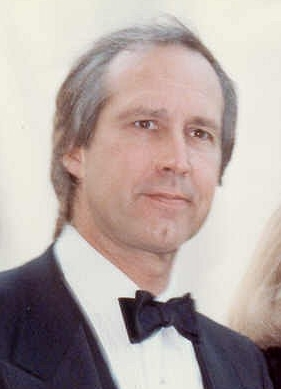
En mars 1990, aux Oscars.

- 1991 : Los Angeles Story (L.A. Story), de Mick Jackson : Carlo Christopher
- 1991 : Tribunal fantôme (Nothing But Trouble) de Dan Aykroyd : Chris Thorne
- 1992 : Les Aventures d'un homme invisible (Memoirs of an Invisible Man), de John Carpenter : Nick Halloway
- 1992 : Héros malgré lui (Hero), de Stephen Frears : Deke, Channel 4 News Director
- 1993 : Last Action Hero de John McTiernan : caméo
- 1994 : Les Nouveaux Associés (Cops and Robbersons), de Michael Ritchie : Norman Robberson
- 1995 : Le Maître des lieux (Man of the House), de James Orr : Jack Sturgess (Squatting Dog)
- 1997 : Vacances à Vegas (Vegas Vacation), de Stephen Kessler : Clark Wilhelm Griswold Jr
- 1998 : Sale boulot de Bob Saget : Dr Farthing
- 2000 : The One Arm Bandit de Rich Allen : Flic et 2e homme à la valise
- 2000 : Pete's a Pizza de Gary Goldberger et Peter H. Reynolds (court-métrage) : Narrateur (voix)
- 2000 : Jour blanc (Snow Day), de Chris Koch : Tom Brandston
- 2001 : Ellie Parker de Scott Coffey (court-métrage) : Ellie's Manager
- 2002 : Orange County de Jake Kasdan : Principal Harbert
- 2003 : Vacuums de Luke Cresswell et Steve McNicholas : Mr Punch
- 2004 : Mariti in affitto (Our Italian Husband), d'Ilaria Borrelli : Paul Parmesan
- 2004 : The Karate Dog (The Karate Dog), de Bob Clark : Cho-Cho (voix)
- 2004 : Bad Meat de Scott Dikkers : Congressman Bernard P. Greely
- 2005 : Ellie Parker de Scott Coffey : Dennis Swartzbaum
- 2004 : Goose on the Loose de Nicholas Kendall : Congreve Maddox
- 2006 : Doogal de Dave Borthwick, Jean Duval et Frank Passingham : Train (voix)
- 2006 : Funny Money de Leslie Greif : Henry
- 2006 : Zoom : L'Académie des super-héros (Zoom), de Peter Hewitt : Dr Grant
- 2007 : Cutlass de Kate Hudson (court-métrage) : Stan
- 2009 : Stay Cool de Michael Polish[3] : Principal Marshall
- 2010 : Hotel Hell Vacation de Bryan Buckley (court-métrage) : Clark Griswold
- 2010 : Presidential Reunion de Ron Howard et Jake Szymanski (court-métrage) : Gerald Ford
- 2010 : La Machine à démonter le temps (Hot Tub Time Machine), de Steve Pink : Le Réparateur
- 2010 : Jack et le Haricot magique (Jack and the Beanstalk) de Gary J. Tunnicliffe : Général Antipode
- 2011 : Not Another Not Another Movie de David Murphy : Max Storm
- 2013 : Before I Sleep d'Aaron Sharff et Billy Sharff : Gravedigger
- 2014 : Shelby de Brian K. Roberts : Papy Geoffrey
- 2014 : Lovesick de Luke Matheny : Lester Horn
- 2015 : Vive les vacances (Vacation) de John Francis Daley et Jonathan M. Goldstein
- 2016 : Les Aventures extraordinaires de Bobby : Dr. Thinkman (voix)
- 2017 : Dog Years de Adam Rifkin : Sonny
- 2019 : Juste pour rire de Greg Pritikin : Al Hart

### Télévision
- 1971 : The Great American Dream Machine (série télévisée) :
- 1974 : Energy Crisis de Dave Wilson (en) (téléfilm) : Central Park Streaker (non crédité)
- 1975-2007 : Saturday Night Live (série télévisée) : Divers rôles (35 épisodes)
- 1995 : The Larry Sanders Show (série télévisée) : lui-même (saison 4, épisode 1 : Roseanne's Return)
- 1997 : Une nounou d'enfer (The Nanny) (série télévisée) : lui-même (saison 5, épisode 6 : A Decent Proposal)
- 2002 : America's Most Terrible Things de John Pasquin (téléfilm) : Andy Potts
- 2003 : Freedom: A History of Us (série télévisée) : Captain John Parker (5 épisodes)
- 2006 : The Secret Policeman's Ball de Julia Knowles (téléfilm) : Général Nuisance
- 2006 : New York, police judiciaire (Law & Order) (série télévisée) : Mitch Carroll (saison 17, épisode 7 : In Vino Veritas)
- 2007 : Les Griffin (Family Guy) (série télévisée) : Clark Griswold (voix) (saison 6, épisode 1 : Blue Harvest)
- 2007 : Brothers and Sisters (série télévisée) : Stan Harris (saison 2, épisodes 8/9 : Something New/Holy Matrimony!)
- 2007 : Hjälp! (série télévisée) : Dan Carter (8 épisodes)
- 2009 : Chuck (série télévisée) : Ted Roark (3 épisodes)
- 2009-2014 : Community (série télévisée) : Pierce Hawthorne
- 2010 : Community: Study Break (série télévisée) : Pierce Hawthorne
- 2011 : CollegeHumor Originals (série télévisée) : Pierce (saison 1, épisodes 179 : Save Greendale)
- 2012 : Community: Abed's Master Key de Maya Fineberg (téléfilm) : Pierce Hawthorne (voix)
- 2016 : La Rose de Noël de Fred Olen Ray (téléfilm) : Preston Bullock

### Clips
Chevy Chase apparait, en outre, dans le clip vidéo de la chanson de Paul Simon You can call me Al, où il « chante » à la place de Simon, grâce à la technique du lip sync (synchronisation labiale). Il apparaît ensuite dans le clip de Proof du même Paul Simon, au côté de Steve Martin.

## Distinctions
- Saturn Awards 1993 : nomination comme meilleur acteur pour Les Aventures d'un homme invisible
- Étoile sur le Hollywood Walk of Fame

## Voix françaises
| - Jean-Luc Kayser dans : - Le sapin a les boules - Les Aventures d'un homme invisible - Jour blanc - Philippe Ogouz (*1939 - 2019) dans : - Drôle d'embrouille - Drôles d'espions - Juste pour rire - Henri Courseaux dans - Le Golf en folie - Tribunal fantôme - Richard Darbois dans : - Le Coup du siècle - Le Maître des lieux - Joël Martineau dans : - Trois amigos ! - Héros malgré lui - Michel Papineschi dans : - Le Golf en folie 2 - Le Noël de mes 10 ans (téléfilm) | - Jean-Daniel Nicodème dans : - Community (série télévisée) - La Rose de Noël (téléfilm) - Jérôme Keen dans : - Shelby (téléfilm) - The Very Excellent Mr Dundee Et aussi - Bernard Murat dans Fletch aux trousses - Pierre Arditi dans Bonjour les vacances - Pierre Laurent dans Funny Farm - Marc Bretonnière dans Les Nouveaux Associés - Edgar Givry dans Zoom : L'Académie des super-héros - Jean-Claude Robbe dans Chuck (série télévisée) - Richard Leblond (*1944 - 2018) dans Vive les vacances - Jean-Paul Szybura dans Lovesick |